# Éducateur canin
Pour les articles homonymes, voir Éducateur.
Les éducateurs canins sont des professionnels qui exercent leur activité à la demande des détenteurs de chiens. Leur rôle est d'éduquer et/ou rééduquer les chiots ou les chiens adultes ou âgés. Aider les maîtres à éduquer leur chien et à créer une relation harmonieuse avec eux. Le défi de l'éducation est  d'apprendre à un chien à devenir un bon citoyen agréable à vivre pour tout le monde. 
Le rôle de l'éducateur canin est de donner des clefs d'apprentissage au maitre afin qu'il puisse éduquer son chien de la meilleure manière possible. 
À savoir qu'il n'existe pas de méthode "clefs en main" en termes d'éducation ni même un seul type d'éducation. L'éducateur canin doit s'adapter à la psychologie du maître et au caractère du chien.

## Raison d'être
On entend souvent les maîtres dire de leur animal « il est têtu », « il veut me dominer ». Il ne faut pas confondre la notion de contrôle avec celle d'obéissance et de soumission. Les problèmes rencontrés peuvent avoir des causes multiples : comportement pathologique, comportement en contradiction avec la société humaine et ses règles, inadéquation de l'environnement de vie du chien ou même dysfonctionnements familiaux indépendants du chien. Donner à son chien des traits ou des intentions d'humains favorise l'apparition de troubles.

## Méthodes
La méthode traditionnelle a été la plus utilisée en France pendant longtemps. Elle consiste à « sanctionner » le chien lorsqu'il a un comportement indésirable. L'animal apprend alors a éviter le comportement, et donc la sanction en ayant un comportement adapté a la situation. Elle est de plus en plus remplacée par la méthode dite « positive ». Cette méthode dite « des pays nordiques » est une méthode très efficace et qui devrait supplanter les méthodes coercitives, qui s'apparentent parfois à du mauvais traitement (utilisation de colliers étrangleurs ou électriques), comme c'est déjà le cas dans les pays d'Europe du Nord. La méthode positive est basée sur le renforcement des comportements attendus, et l'ignorance des comportements indésirables. En effet, le chien est un animal opportuniste qui ne reproduit un comportement que s'il lui apporte satisfaction.

## Devenir éducateur canin
En France, il existe un brevet professionnel éducateur canin mis en place par le ministère chargé de l'Alimentation, de l'agriculture et de la pêche. C'est un diplôme national ou un diplôme d'état qui requiert d'avoir le BAC ou un équivalent. 
La formation dispensée permet d'acquérir les enseignements théoriques nécessaires à la connaissance très approfondie du chien et de la pratique grâce à des stages.
Il existe également un grand nombre d'écoles privées mais dans ce cas l'éducateur canin doit également passer son ACACED (attestation de connaissances animaux domestiques).

## Distinction
Le métier d'éducateur canin est à différencier du métier de comportementaliste. En effet, à la différence de l'éducateur canin, le comportementaliste agit sur ce qui relève des pathologies mentales du chien, un éducateur agit sur ce qui touche à l’éducation. Un éducateur canin peut devenir comportementaliste (et inversement) à condition d'avoir suivi une formation adéquate, mais les deux métiers, bien que complémentaires ne relèvent pas de la même pratique.

## Organisations professionnelles est une association qui regroupe des professionnels de l’éducation et du comportement canin, et des particuliers
Le Syndicat des Comportementalistes, créé et reconnu par le créateur du métier, représente les comportementalistes certifiés qui viennent en aide aux propriétaires de chiens ou de chats rencontrant des problèmes de comportement ou souhaitant améliorer leur relation avec leur animal. Ce syndicat respecte le code de déontologie de la Fédération Européenne des Comportementalistes.
Le Synapses, syndicat professionnel créé en juillet 2011 défend les intérêts de tous les acteurs de la filière des animaux domestiques et non domestiques, quel que soit le type d'entreprises d'appartenance ou le statut de ces professionnels.
Le Syndicat National des Professions du Chat et du Chien (SNPCC), syndicat professionnel représentatif des métiers de service : (toilettage, éducation canine, dressage, pension pour animaux, etc.), défend les intérêts des éducateurs canins et est signataire de la convention collective les concernant.
Le Syndicat des Éducateurs Canins Professionnels (SECP) défend et représente les intérêts des professionnels de l'éducation canine. Il propose des modules de spécialisation (travail avec les enfants, les collectivités locales, les chiens catégorisés…).
PRODAF est le syndicat de l'animalerie et des jardineries. Depuis quelques années il a étendu son activité à la défense des professions de services animaliers.